# Ekstrim Gorlice
Klub Rekreacyjno-Sportowy Ekstrim Gorlice – polska kobieca drużyna siatkarska z Gorlic, występująca w I lidze siatkówki kobiet do 2015 roku. Obecnie klub prowadzi tylko sekcje młodzieżowe.

## Bilans sezon po sezonie
| Sezon                         | Miejsce | Puchary |
| ----------------------------- | ------- | ------- |
| 2008/2009 III liga małopolska |         |         |
| 2009/2010 III liga małopolska |         |         |
| 2010/2011 III liga małopolska |         |         |
| 2011/2012 III liga małopolska |         |         |
| 2012/2013 III liga małopolska | 4       |         |
| 2013/2014 II liga, grupa IV   | 1       |         |
| 2014/2015 I liga              | 5       |         |

Poziom rozgrywek:
     pierwszy, najwyższy ogólnokrajowy
     drugi
     trzeci
     czwarty